# Zibello
Zibello là một đô thị ở tỉnh Parma ở vùng Emilia-Romagna, nằm cách khoảng 110 km về phía tây bắc của Bologna và khoảng 30 km về phía tây bắc của Parma. Đến thời điểm ngày 31 tháng 12 năm 2004, đô thị này có dân số1.980 và diện tích là 23,5 km².
Đô thịZibello bao gồm các frazioni (đơn vị trực thuộc, làng) Ardola, Pieveottoville, and Rota Ancone.
Zibello tiếp giáp các đô thị sau đây: Busseto, Pieve d'Olmi, Polesine Parmense, Roccabianca, San Daniele Po, Soragna, Stagno Lombardo.